# 阮平 (开国大校)
阮平（1913年10月22日—1970年5月13日），原名阮金庭，壮族，广西田东思林镇坛乐村平乐屯人，中国人民解放军开国大校。曾任第六十三军副军长。

## 生平
1926年10月参加农会。1929年参加思林县农民赤卫军。1929年12月11日参加百色起义。随红七军北上中央苏区。历任红七军政治部勤务兵、通信班长、红军彭杨步校第五期学员、江西军区独立师特务连长，红三军团红五师营长。1933年10月入党。参加了长征。入红军大学第二期学习。红一军团第1师第3团团长。
抗战时期，历任八路军一一五师参谋、盂平寿曲四县游击司令、晋察冀军区第四军分区第7大队大队长、第3支队参谋长、抗大二分校和中央党校学员。
解放战争，历任晋察冀军区北岳军区独立第2旅副旅长、第三纵队第9旅副旅长、第四纵队第12旅副旅长、北岳军区独立第2旅旅长、第六十五军第195师师长、银川市警备司令部司令等职。 
抗美援朝战争期间，1951年1月3日任中国人民志愿军第六十五军参谋长、志愿军驻开城首席军事代表、1952年春夏评定为准军级。1952年11月任第六十三军副军长。1953年9月25日随第六十三军从朝鲜回国进驻河北省石家庄、邢台、邯郸、辛集地区，1952年回国入南京军事学院学习。1955年被授予大校军衔，获二级八一勋章、二级独立自由勋章、一级解放勋章、三级红星奖章、人民功臣奖章和朝鲜二级国旗勋章、一级自由独立勋章等。1956年正军待遇病退。在河北省石家庄休息。

## 家人
- 长女 阮桂恩
- 次女 阮英利
- 三女 阮英才
- 四女 阮英华
- 五女 阮武英